# Szczawin Kościelny (Mazovie)
Pour les articles homonymes, voir Szczawin Kościelny.
Szczawin Kościelny (prononciation : [ˈʂt͡ʂavin kɔɕˈt͡ɕelnɨ]) est un village polonais de la gmina de Szczawin Kościelny dans le powiat de Gostynin de la voïvodie de Mazovie dans le centre-est de la Pologne.
Le village est le siège administratif de la gmina appelée gmina de Szczawin Kościelny.
Il se situe à environ 12 kilomètres au sud-est de Gostynin (siège du powiat) et à 96 kilomètres à l'ouest de Varsovie (capitale de la Pologne).

## Histoire
De 1975 à 1998, le village appartenait administrativement à la voïvodie de Płock.